# Wielrennersshirt

Een wielrennersshirt (ook wel wielershirt, koersshirt of wielertricot genoemd), is een kledingstuk voor het bovenlijf van een wielrenner bestemd. Deze shirts bestaan in verschillende modellen.

## Uiterlijk
Een wielrennersshirt ziet er in principe uit als een T-shirt, maar er zijn ook versies met lange mouwen. Typerend is dat er drie zakken op de achterzijde van shirt zitten. Deze kan de fietser gebruiken om voedsel en andere benodigdheden zoals een reserve binnenbandje, mee te nemen. De zakken zitten helemaal onder op en zijn redelijk diep (zo'n 30 cm). Deze plek is gekozen omdat de zakken daar de beenbeweging en tevens de aerodynamica minder beïnvloeden. Ook is het shirt relatief lang, omdat de wielrenner gebogen op zijn fiets zit, en de trui zijn rug dan nog dient te bedekken.

## Materiaal
Tegenwoordig is wielerkleding van hoogwaardige synthetisch-elastische vezels gemaakt, zodat de kleding voldoende ademt en toch warm is. De shirts zelf hebben de wollen truien/shirts uit vroegere tijd vervangen. Ook is de kleding nauwsluitender geworden om luchtweerstand te verminderen. In het bijzonder geldt dit voor tijdritkledij, die als één geheel is gefabriceerd.

## Bekende wielrenshirts

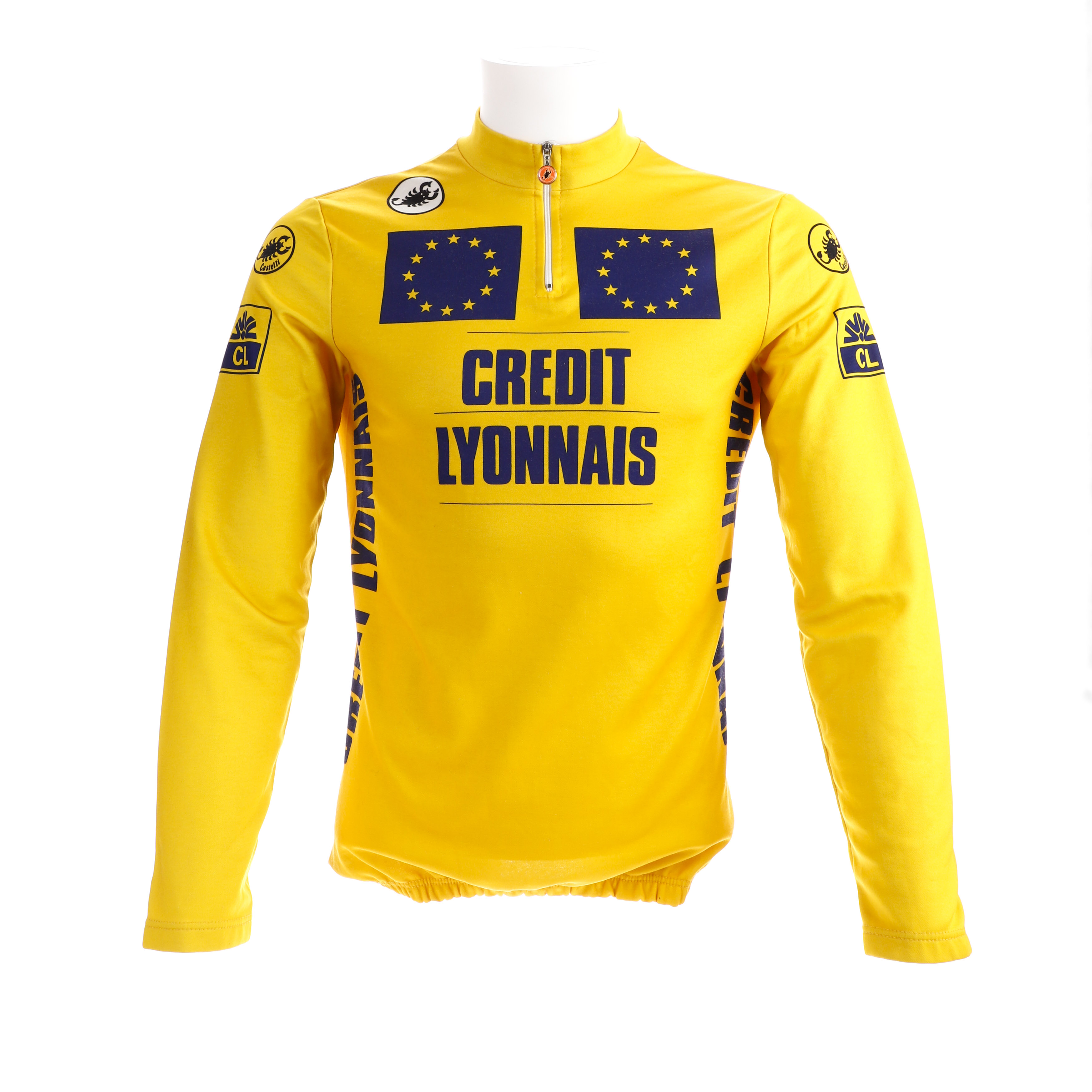
Gele trui van Heidi Van de Vijver gewonnen in 1993 (collectie KOERS. Museum van de Wielersport)

De uit de Tour de France bekende gele trui, bolletjestrui en groene trui zijn bekende voorbeelden van wielrennersshirts, ook wel wielertruien genoemd. Het is dit shirt dat de winnaar van een koers uitgereikt krijgt door de rondemissen of ook bloemenmeisjes genoemd. Organisatoren van wielerwedstrijden komen echter steeds meer onder druk te staan om het gebruik van bloemenmeisjes af te schaffen.  De versies van deze podiumtruien hebben een rits over de volle lengte, zodat de winnaar deze snel en zonder al te veel problemen aan kan trekken. De rits zit overigens aan de achterzijde zodat de sponsoruitingen op de voorkant niet doorbroken worden.
In de Tour de France en andere wielerrondes zoals de Vuelta en de Giro, heeft elk team zijn eigen kledingontwerp. Bekend waren voorheen bijvoorbeeld de roze shirts van de Spaanse ONCE-ploeg. In principe wordt de kleding alleen voor het team gemaakt, maar vaak wordt de kleding ook voor recreatieve fietsers op de markt gebracht.

## Andere wielerkleding
Naast een shirt bestaat het tenue van de wielrenner uit een wielrennersbroek (ook wel koersbroek genoemd) met een zachte zeem (het zachte gedeelte rond het kruis) voor lange afstanden, fietshandschoenen, fietsschoenen en een fietshelm. Verder kan het tenue, afhankelijk van het jaargetijde en de weersgesteldheid, bestaan uit een shirt met lange mouwen, een wind- en/of regenvest, een winterjack, winterbroek, overschoenen, been- en armstukken. 
Vooral voor de winter en het kille voor- en najaar volstaat een standaard tenue, bestaande uit shirt met korte mouwen en korte broek, niet. Armstukken en beenstukken zijn vaak handig met de andere kledij te combineren, en komen vaak van pas tijdens het klimmen en (snelle) afdalen.